# (302) Clarissa
(302) Clarissa – planetoida z grupy pasa głównego asteroid okrążająca Słońce w ciągu 3 lat i 268 dni w średniej odległości 2,41 j.a. Została odkryta 14 listopada 1890 roku w Observatoire de Nice w Nicei przez Auguste Charloisa. Pochodzenie nazwy planetoidy nie jest znane.